# Zoológico humano

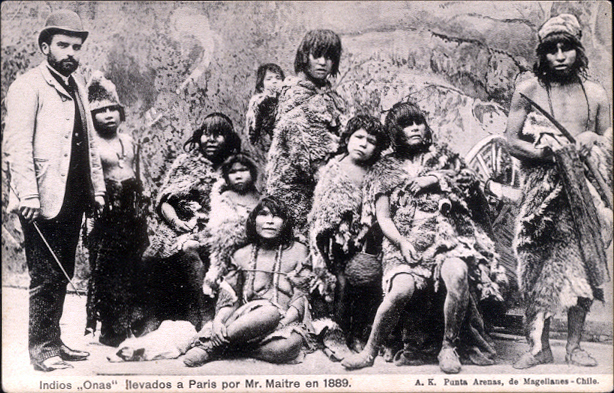
Onas llevados a París por Maître en 1889.

Un zoológico humano fue una forma de exhibición pública de seres humanos, usualmente provenientes de territorios colonizados, que eran presentadas como representantes de culturas "primitivas" o "exóticas". Estas muestras alcanzaron notoriedad en Europa a fines del siglo XIX y comienzos del siglo XX , durante el periodo del nuevo imperialismo, y solían reforzar la idea de la supremacía racial y civilizatoria por parte de las potencias coloniales.  El enfoque de los sujetos exhibidos fue sobre los africanos.
Aunque existen antecedentes en la Antigüedad y el Medioevo, su institucionalización como espectáculos para grandes audiencias se consolidó hacia la década de 1870, con iniciativas como las de Carl Hagenbeck en el Jardín de Aclimatación de París y la Exposición General de Filipinas en España de 1887. Estas exposiciones eran a menudo presentados bajo el rotuló de «exposiciones etnológicas» o «ciudades de negros», y ofrecían al público europeo representaciones escenificadas de pueblos colonizados, sus viviendas, prácticas cotidianas y productos. Actualmente, estas exhibiciones son objeto de amplio rechazo y se consideran símbolos del colonialismo y las teorías del racismo científico.
La última exposición destacada de este tipo fue la de la Exposición mundial de Bruselas de 1958.

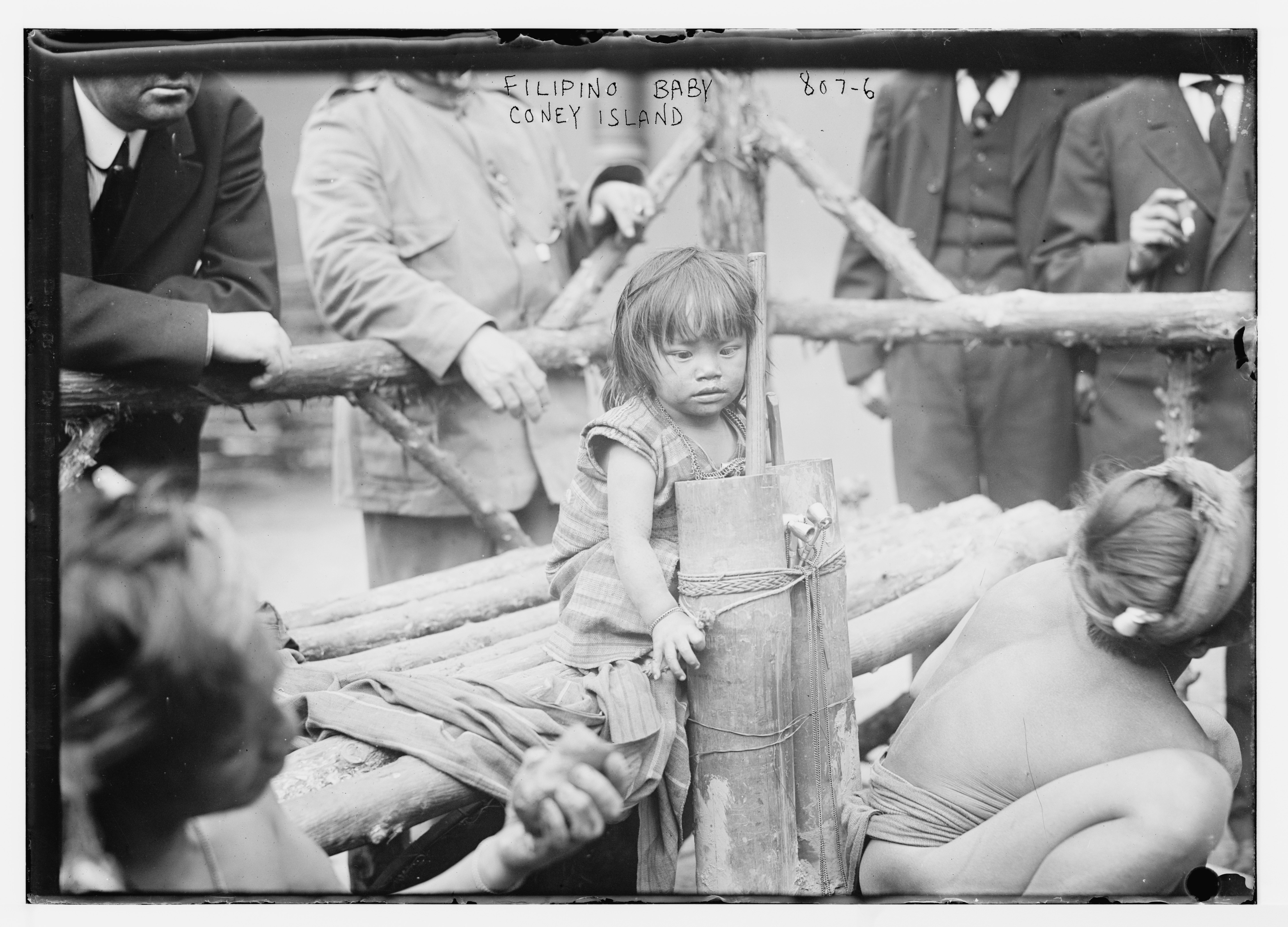
Una niña filipina se sienta dentro de su recinto mientras unos visitantes la observan. Coney Island, Nueva York, en 1905.

## Los primeros zoos humanos

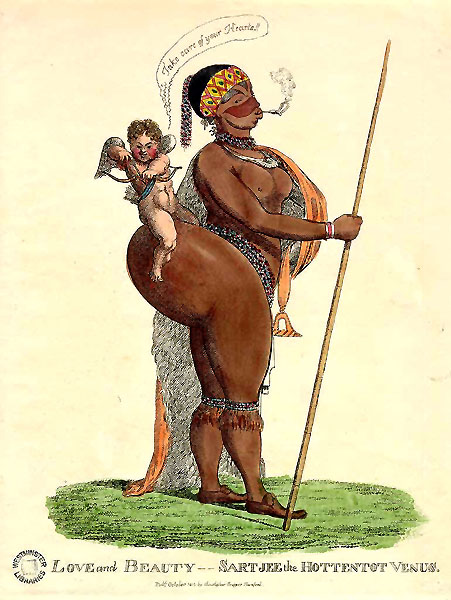
Una caricatura de Sara Baartman, la Venus hotentote; nacida en la nación sudafricana joisán, fue exhibida en Londres a principios del.

Hubo exhibición de seres humanos en la antigua Roma, los cuales eran traídos amarrados e incluso en jaulas por los generales victoriosos cuando llegaban de un territorio recientemente sometido. Se los exhibía también en lugares públicos, lo mismo a los gladiadores, cerca de los circos y arena
Uno de los primeros antecedentes de los zoológicos humanos fue la colección de Moctezuma en México, la cual no solo consistía en un auténtico zoológico, lleno de diversos animales importados de toda Mesoamérica y Aridoamérica, sino que también exhibía a personas poco comunes como enanos, albinos y jorobados.En 1492 Cristóbal Colón llevó a la Corte de Isabel I un grupo de indígenas arahuacos expuestos como curiosidad.En el siglo XVI el cardenal Hipólito de Médicis tuvo una "colección" de personas de diferentes etnias: moros, tártaros, indios, turcos y africanos. Según su propio testimonio, entre sus "bárbaros" se escuchaban hasta 20 idiomas.

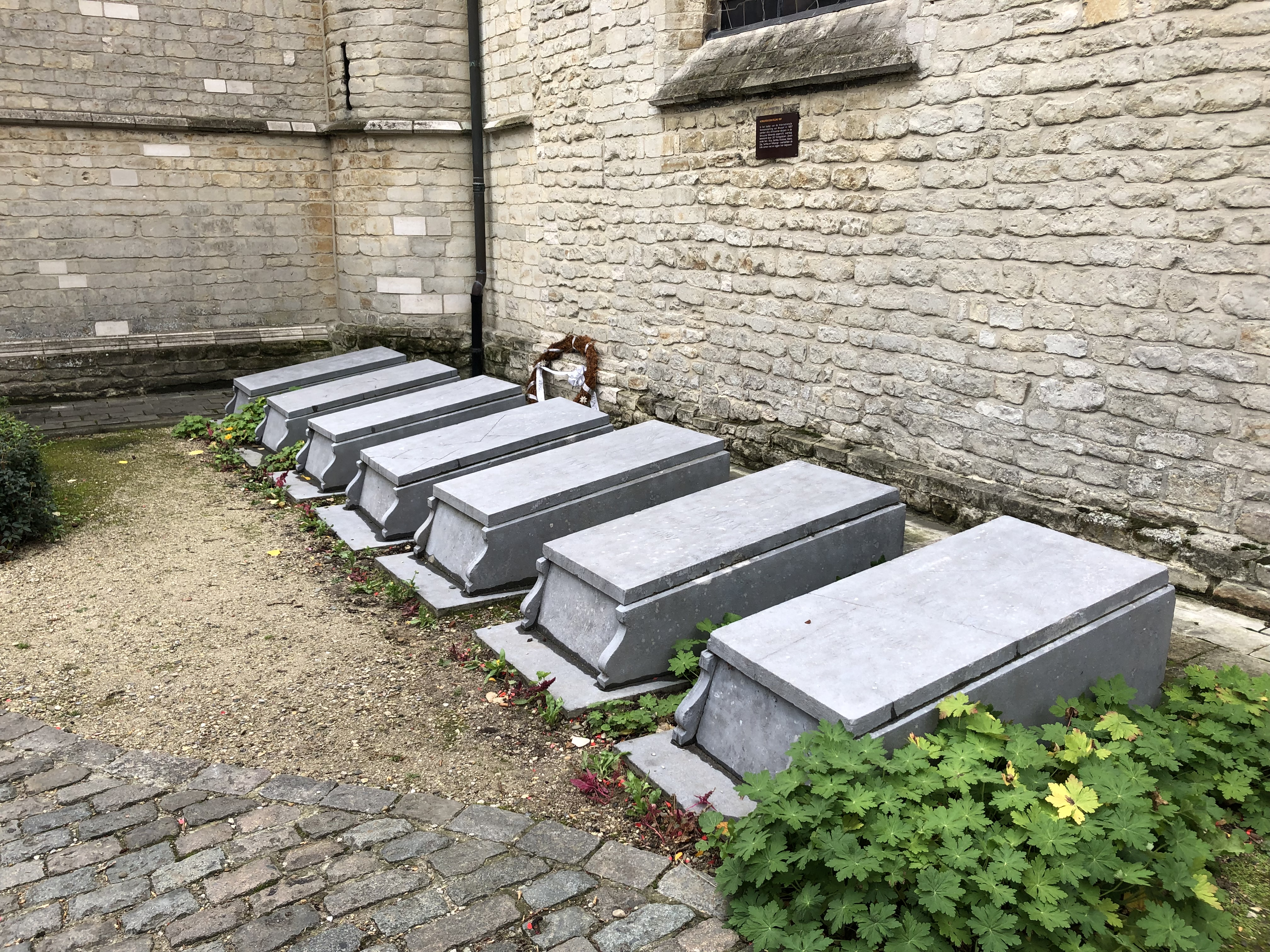
Tumbas de siete congoleños que murieron en 1897 durante la Exposición Universal de Tervuren. Fueron enterrados junto a la iglesia de San Juan Evangelista en Tervuren, Bélgica.

Una de las primeras exhibiciones públicas de humanos fue la exhibición de P.T. Barnum de la supuesta supercentenaria de 161 años, Joice Heth el 25 de febrero de 1835 y, luego, los siameses Chang y Eng Bunker. Sin embargo, la noción de la curiosidad sobre otros humanos tiene una historia tan larga como el colonialismo. Por ejemplo, Cristóbal Colón llevó indígenas de sus viajes al Nuevo Mundo a la corte castellana en 1493. Otro famoso ejemplo fue Sara Baartman de la nación nama, con frecuencia llamada la Venus hotentote, que fue exhibida en Londres hasta su deceso en 1815. Durante los años 50 y 60 del siglo XIX Máximo y Bartola, dos niños microcefálicos de El Salvador fueron exhibidos en Estados Unidos y en Europa bajo el rótulo de "los últimos aztecas" o los "liliputienses aztecas". Sin embargo, los zoos humanos se volvieron comunes a mediados del periodo denominado Nuevo Imperialismo durante el fin del siglo XIX.

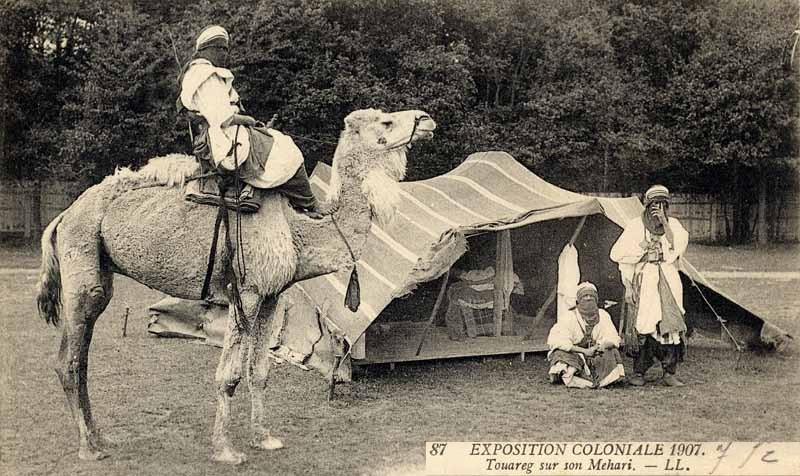
Campamento Tuareg en la exposición de 1907 en París.

## Lista de zoológicos humanos
La siguiente es una lista de zoológicos humanos.  Además de los países enumerados aquí, también se realizaron exposiciones etnográficas en Suecia y Canadá, así como en las ciudades de Praga y Budapest (ambas parte de Austria-Hungría en ese momento).
| País           | Ubicación                                                                                        | Abierto | Cerrado | Población objetivo representada |
| -------------- | ------------------------------------------------------------------------------------------------ | ------- | ------- | --- |
| Alemania       | Dresde                                                                                           | 1878    | 1934    | El zoológico de Dresde registró 76 exposiciones etnológicas. |
| Alemania       | Cologne                                                                                          | 1878    | 1932    | Tuvieron lugar siete exposiciones etnográficas en el zoológico de Colonia. |
| Alemania       | Frankfurt                                                                                        | 1878    | 1931    | Se celebraron 40 exposiciones etnológicas, 33 de ellas en el Jardín Zoológico de Frankfurt. |
| Alemania       | Liepzig                                                                                          | 1876    | 1931    | Se realizaron en el zoológico de Leipzig 40 exposiciones etnológicas en las que se exhibieron un total de unos 750 individuos. |
| Alemania       | Hamburgo                                                                                         | 1875    | 1875    | Samis (Lapón). Una familia de seis samis del norte de Europa junto con una manada de 31 renos. |
| Bélgica        | Feria Mundial de Bruselas                                                                        | 1958    | 1958    | “Jardín Tropical” albergaba a unos 600 congoleños. |
| España         | Exhibición de personas fang de Guinea Ecuatorial                                                 | 1942    | 1942    | Guinea Ecuatorial. |
| Italia         | Exposición Universal de Roma                                                                     | 1940    | 1940    | Eritreos, somalíes (colonias italianas). |
| Sudáfrica      | Johannesburgo                                                                                    | 1936    | 1937    | Incluyó un “campamento bushman” con danzas y demostraciones culturales de los San del suroeste de África. |
| Francia        | Exposición Colonial de París                                                                     | 1931    | 1931    | Senegaleses, indochinos, norafricanos. Más de 100 pabellones; exhibiciones en vivo para mostrar la "diversidad" del Imperio. |
| España         | Sevilla                                                                                          | 1929    | 1930    | Se construyeron seis chozas fuera del Pabellón de Guinea Ecuatorial para viviendas de familias autóctonas; se exhibieron en vida miembros de las tribus bubis, coriscos y pumíes. |
| Bélgica        | Exposición Internacional de Amberes                                                              | 1930    | 1930    | Pueblo congoleño y ruandés |
| Gran Bretaña   | Gran Bretaña                                                                                     | 1899    | 1930    | En 1899, en la Exposición de Gran Bretaña participaron 174 personas negras de Sudáfrica que fueron distribuidas entre los pueblos. |
| Gran Bretaña   | Exposición del Imperio Británico (Wembley)                                                       | 1924    | 1925    | Africanos occidentales, indios, birmanos. Las «aldeas nativas» mostraban habitantes de todo el Imperio. |
| Bélgica        | Exposición del Congo Belga (Gante)                                                               | 1925    | 1925    | Aldeanos congoleños. |
| Suiza          | Museo de Etnografía de Ginebra                                                                   | 1901    | 1915    | Inuit, bereberes, indígenas norteamericanos. En su primera década, montó "aldeas" temporales de individuos prestados junto con sus artefactos. |
| Alemania       | Tierpark de Carl Hagenbeck, Hamburgo                                                             | 1874    | 1914    | Samis (lapones), samoanos, inuit, nubios. Primer zoológico etnológico: aldeas vivas recreadas junto a los animales. Las exhibiciones se realizaron anualmente hasta la Primera Guerra Mundial. |
| Alemania       | Exposición del Ejército, la Marina y las Colonias Alemanas                                       | 1907    | 1907    | Africanos. |
| Alemania       | Exposición Colonial de Stuttgart                                                                 | 1928    | 1928    | Africanos. |
| Noruega        | Exposición del Jubileo, Oslo                                                                     | 1914    | 1914    | “Aldea Congo” senegalesa con unos 80 senegaleses. |
| Italia         | Turín, Palermo, Milán                                                                            | 1880    | 1911    | Beduinos libios, Eritrea. |
| Australia      | Sídney                                                                                           | 1880s   | 1910s   | Aborígenes australianos, isleños del Estrecho de Torres. |
| Australia      | Melbourne, Exposiciones etnológicas en el Palacio Real de Exposiciones                           | 1880    | 1900s   | En exposiciones internacionales se montaron “aldeas vivientes” con personas indígenas de Australia y Oceanía. |
| Bélgica        | Exposición Internacional de Bruselas                                                             | 1910    | 1910    | Grupos congoleños y filipinos. |
| Francia        | Jardín de Agronomía Tropical, Bosque de Vincennes, París                                         | 1899    | 1907    | Malgaches, indochinos, congoleños, canacos. Estación agrícola que en 1907 albergó una “Aldea Tropical” de seis pueblos coloniales recreados. |
| Francia        | Jardín d'Agronomie Tropicale (exhibición del zoológico humano de París)                          | 1907    | 1907    | Malgaches, indochinos, congoleños, canacos, sudaneses, tuaregs Seis aldeas coloniales recreadas; parte de una estación agronómica más amplia fundada en 1899. |
| Dinamarca      | Exposición Industrial de Copenhague                                                              | 1905    | 1905    | Inuit de Groenlandia. |
| Estados Unidos | Chicago, Buffalo                                                                                 | 1876    | 1909    | Africanos, inuit, indígenas americanos. |
| Estados Unidos | Coney Island, Nueva York                                                                         | 1905    | 1907    | Igorrote (Filipinas). |
| Estados Unidos | Feria Mundial de San Luis                                                                        | 1904    | 1904    | Igorrote (Filipinas), Apache, Ainu (Japón). Aldeas reconstruidas. |
| Japón          | Exposición Industrial de Osaka                                                                   | 1903    | 1903    | Ainu (Hokkaido), pueblos indígenas taiwaneses. |
| Bélgica        | Museo Real de África Central (originalmente Museo del Congo)**. Tervuren (suburbio de Bruselas). | 1898    | 1898    | 60 aldeanos congoleños (espectáculo en vivo de 1897). Comenzó como el zoológico humano «Aldea Congo» en 1897; se convirtió en museo colonial permanente en 1898 y se amplió en 1910. |
| Bélgica        | Exposición de Tervuren Congo                                                                     | 1897    | 1897    | 267 congoleños (7 murieron durante la exposición) |
| Bélgica        | Exposición Internacional de Bruselas (Tervuren)                                                  | 1897    | 1897    | 60 congoleños expusieron; 7 murieron durante la feria. |
| Alemania       | Hannover                                                                                         | 1878    | 1932    | Un total de 14 exposiciones etnográficas en el zoológico de Hannover y otras 37 exposiciones humanas en el resto de la ciudad. |
| Alemania       | Exposición comercial de Berlín en el parque Treptower                                            | 1896    | 1896    | Somalíes, samoanos, inuit. Más de cien personas de las colonias alemanas en África se exhibieron durante cinco meses y medio en cinco aldeas africanas, por ejemplo en la "Aldea de Togo" y la "Aldea de Camerún" alrededor del estanque de carpas, que atrajeron a unos dos millones de visitantes. Cabezas humanas falsas fueron empaladas en una empalizada que rodeaba las chozas. |
| Francia        | Exposición Universal de París                                                                    | 1889    | 1889    | Africanos, canacos, anamitas. El "Pueblo Negro" bajo la Torre Eiffel albergaba a unas 400 personas. |
| Polonia        | Actuaciones de “aldea” asante en el circo                                                        | 1888    | 1888    | Asante. |
| España         | Exposición Internacional de Barcelona                                                            | 1888    | 1888    | Filipinos, indígenas amazónicos Incluye “aldea” amazónica junto a la exhibición de Filipinas. |
| Francia        | Jardín de Aclimatación, París                                                                    | 1860    | 1887    | Nubios, inuit groenlandeses. Parte del parque zoológico colonial del Bois de Boulogne; en 1877, Saint-Hilaire albergó dos recintos etnológicos permanentes. |
| España         | Barcelona, Valencia y Madrid                                                                     | 1897    | 1900    | Asante e Inuit. |
| España         | Palacio de Cristal (Parque del Retiro), Madrid                                                   | 1884    | 1887    | Igorrote Construido como invernadero, se utilizó para el “zoológico humano” de la Exposición de Filipinas de 1887, donde se exhibieron unos 40 igorrotes en dos aldeas recreadas. |
| Bélgica        | Exposición Internacional de Amberes                                                              | 1885    | 1885    | Pueblo congoleño y surinamés. |
| Brasil         | Museo Nacional                                                                                   | 1882    | 1882    | El emperador de Brasil, Pedro II, inauguró una exposición antropológica en la que fueron exhibidos siete indígenas. |
| Suiza          | Zurich, Basilea, Ginebra                                                                         | 1879    | 1939    | En 1909 y 1910, una exposición etnográfica de 80 senegaleses recorrió varias ciudades. El zoológico de Basilea fue sede de varias exposiciones. |
| Austria        | Viena                                                                                            | 1878    | 1910    | La “Caravana Nubia” de 1878 fue la primera exposición etnográfica en Austria, que Carl Hagenbeck realizó en la Rotonda del Prater . En 1885 la “Caravana cingalesa” llegó a Viena, organizada nuevamente por Hagenbeck. El zoológico de Schüttel en Viena fue sede. |
| Países Bajos   | Exposición Colonial Internacional de Ámsterdam                                                   | 1883    | 1883    | Javanesas, surinamesas (colonias holandesas). |
| Países Bajos   | Exposición Colonial (La Haya)                                                                    | 1883    | 1883    | Javaneses, Sumatra. |

## Pueblos indígenas de Sudamérica en zoológicos humanos

### Fueguinos en zoológicos humanos
En septiembre de 1881, once fueguinos fueron exhibidos en el Jardín de Aclimatación; no se sabe si eran alacalufes o yaganes. Habían sido raptados en las costas del estrecho de Magallanes por Johann Wilhelm Wahlen, marino alemán. En los primeros días, la hija menor de uno de ellos murió. Luego de París fueron exhibidos durante tres semanas en Berlín, donde los alojaron en el recinto de las avestruces. La gira siguió rumbo a Leipzig, Múnich, Stuttgart y Núremberg. Para entonces ya se encontraban bastante enfermos y camino a Zúrich murió una mujer apodada Grethe, la salud del resto del grupo estaba tan frágil que debieron cancelarse todas las presentaciones en Suiza. Fue en este momento cuando el empresario Carl Hagenbeck intervino y envió de regreso a Punta Arenas a los cinco sobrevivientes de la gira, ya que el responsable de llevarlos había dado un depósito de garantía por los indios. En el viaje murió el fueguino apodado Andrés. Solo sobrevivieron cuatro.
En las representaciones que hicieron de este grupo, nada hacía señalar que eran canoeros, si no todo lo contrario, los representaron como nómadas terrestres. Las fotografía tomadas y los grabados e ilustraciones realizados a partir de aquellas exposiciones fueron tomadas como verdaderas y adquirieron carácter científico con enfoque antropológico.
Desde el 6 de mayo hasta el 31 de octubre de 1889 se celebró en París el centenario de la revolución con una Exposición Universal. En el marco de la celebración de "igualdad, fraternidad y libertad", se exhibieron once indígenas selknam. El ballenero belga Maurice Maître raptó en la bahía San Felipe a toda una familia, a quienes llevó atados con cadenas. De los once, dos murieron en el viaje.
Fueron presentados en jaulas como supuestos caníbales, todas las tardes les arrojaban carne cruda de caballo y los mantuvieron sucios y sin posibilidades de higiene, para que tuvieran la apariencia de salvajes, todo para obtener beneficios comerciales. Ante las inhumanas condiciones de la exposición la S.A. Missionary Society comenzó a exigir la liberación y el retorno de esta familia a Tierra del Fuego. Fue tal la presión que obligó a Maître a cancelar la gira por Inglaterra, dirigiéndose a Bélgica.
De los once selknam solo siete llegaron con vida a Petit-Carmes en Bélgica. Una vez en Bruselas fueron exhibidos en el Musée du Nord, el cual ofrecía una amplia variedad de atracciones, desde equipos eléctricos hasta obras de teatro con actores enanos. Fue en este contexto que el grupo de siete selknam fueron encarcelados por la policía belga en la sección de extranjeros. Tras este episodio, Maître y el grupo de selknam volvieron a Inglaterra, desde donde se embarcaron de regreso a Tierra del Fuego. De los once regresaron seis.

### Mapuche en los zoológicos humanos
En junio dos familias Mapuche fueron exhibidas en el Jardín de Aclimatación: un grupo de seis hombres, cuatro mujeres y cuatro niños. Fueron llevados hasta el lugar por el alemán Richard Fritz y según los registros había participado en un Guillatún en la comunidad de estas familias, lo que indica un nivel de cercanía, por ende que no fueron llevados hasta Europa por la fuerza. Durante la exposición en París la representación se hizo a través del juego del palín y por el uso de sus instrumentos, sobre todo por el sonido de la trutruka. Después de París, la gira continuo rumbo al zoológico de Berlín y a una feria navideña en Hamburgo y en el palacio de la moneda (Chile). En términos etnográficos, la Sociedad de antropología de la metrópoli belga recalcó en numerosas ocasiones lo reacios que eran a ser medidos y fotografiados para fines científicos.

## Zoológicos humanos en España

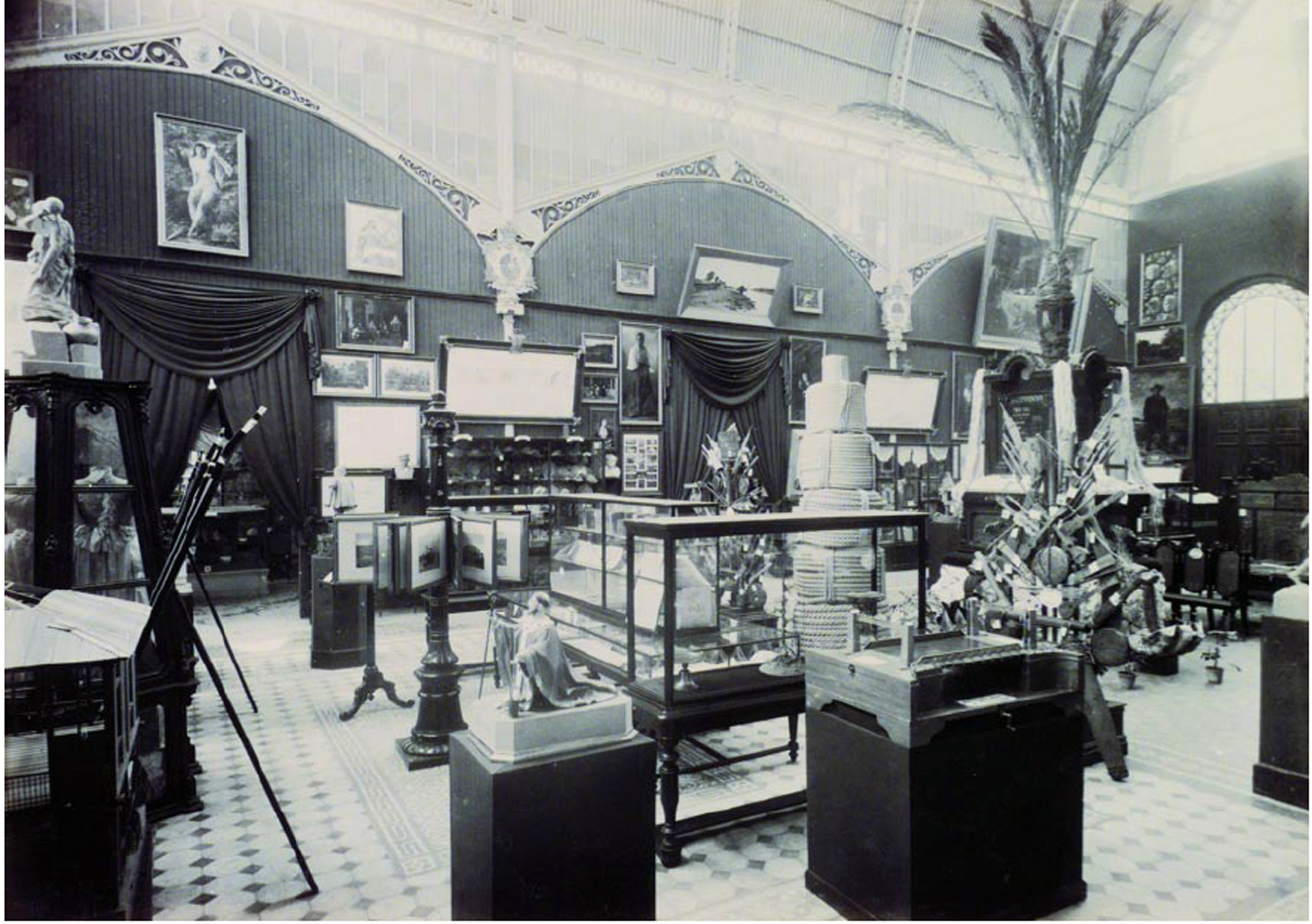
Exposición General de las Islas Filipinas en Madrid (1887).

Entre finales del siglo XIX y principios del XX se realizaron varias exposiciones de personas no occidentales en España, siguiendo a las realizadas en otras metrópolis como Reino Unido.La primera de ellas se realizó en 1887 por parte del Ministerio de Ultramar, que exhibió a un grupo de entre cuarenta y cincuenta personas filipinas (que entonces era una provincia de ultramar española) junto a productos y plantas locales en el Parque del Retiro de Madrid.Para esta exposición fue construido el Palacio de Cristal del Retiro, así como su estanque, que buscaba recrear el "hábitat natural" de las personas expuestas.Durante la exposición fallecieron al menos cuatro personas. En los años siguientes empresas privadas organizaron exposiciones similares en Barcelona y Madrid, incluyendo personas que no eran de colonias españolas, como los ashantis o los inuits. Hasta 1918 se realizaron exposiciones de personas africanas en la Ronda de la Universitat de Barcelona, que después eran llevadas a otros países de Europa,y existen registros de una en la Exposición Iberoamericana de Sevilla de 1929 y otra de personas fang de Guinea Ecuatorial en Valencia en 1942. Hasta 1997 el Bosquimano de Banyoles, un hombre africano embalsamado, se encontraba expuesto en el Museo Darder de Bañolas.

## Zoológicos humanos en la actualidad
Diferentes formas de zoológicos humanos continuaron existiendo tras la Declaración Universal de los Derechos Humanos de 1948. Una recreación de una ciudad congolesa con 598 personas expuestas se inauguró en la Exposición mundial de Bruselas de 1958. En 1994 se expuso una recreación de un pueblo de Costa de Marfil como parte de un safari en el recinto de Planète Sauvage, un zoológico de Port-Saint-Père, Francia.El zoológico de Augsburgo, en Alemania, expuso una aldea africana en julio de 2005, generando una controversia.
De forma puntual se han realizado exposiciones de humanos con propósitos de investigación. En agosto de 2005, el Zoo de Londres exhibió a participantes voluntarios desnudos,y en 2007 el Zoo de Adelaida realizó un estudio en que un grupo de personas simulaban el encierro de un primate durante el día, y retornaban a sus hogares de noche.
En los últimos años se han producido revisiones críticas de los zoológicos humanos, haciendo énfasis en su dimensión colonial y de deshumanización. En 2011 se inauguró en el Museo Quai Branly de París la exposición Exhibitions. L’invention du sauvage,que luego fue adaptada y expuesta en universidades de Escocia y el Forum for Africa Studies de Upsala.En 2014 se estrenó la obra teatral de Brett Bailey Exhibit B, que revisitaba la historia de estas prácticas desde una óptica antirracista.En 2015 se inauguró en el Centro Cultural de España Juan de Salazar de Paraguay la exposición Crítica de la razón migrante, que exponía testimonios fotográficos de los zoológicos humanos de Madrid, provenientes del Museo Nacional de Antropología.